# Arcadă

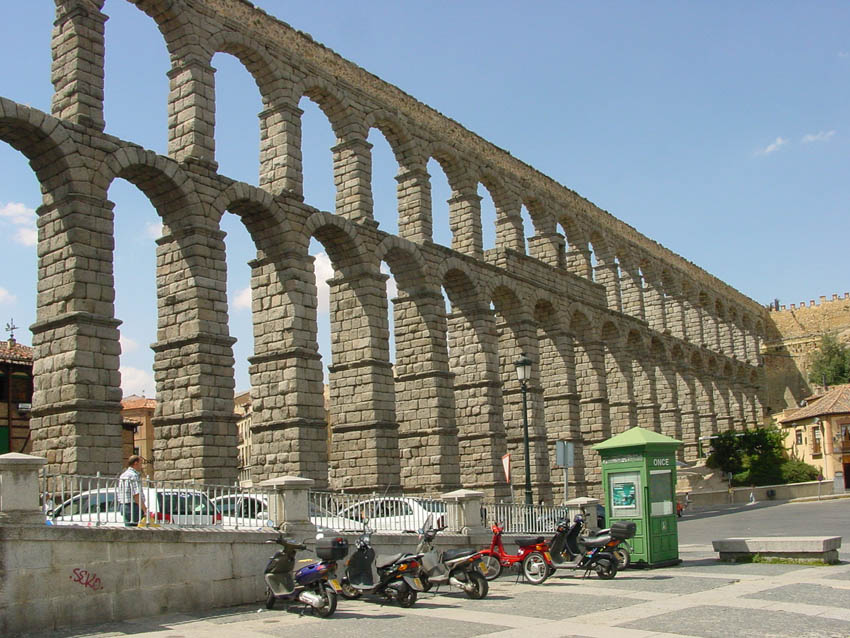
Succesiune de arcade: Apeduct roman în Segovia

Arcada este un element arhitectural format din unul sau din mai multe arce și din elementele care le susțin (coloane, stâlpi, ziduri).

## Galerie

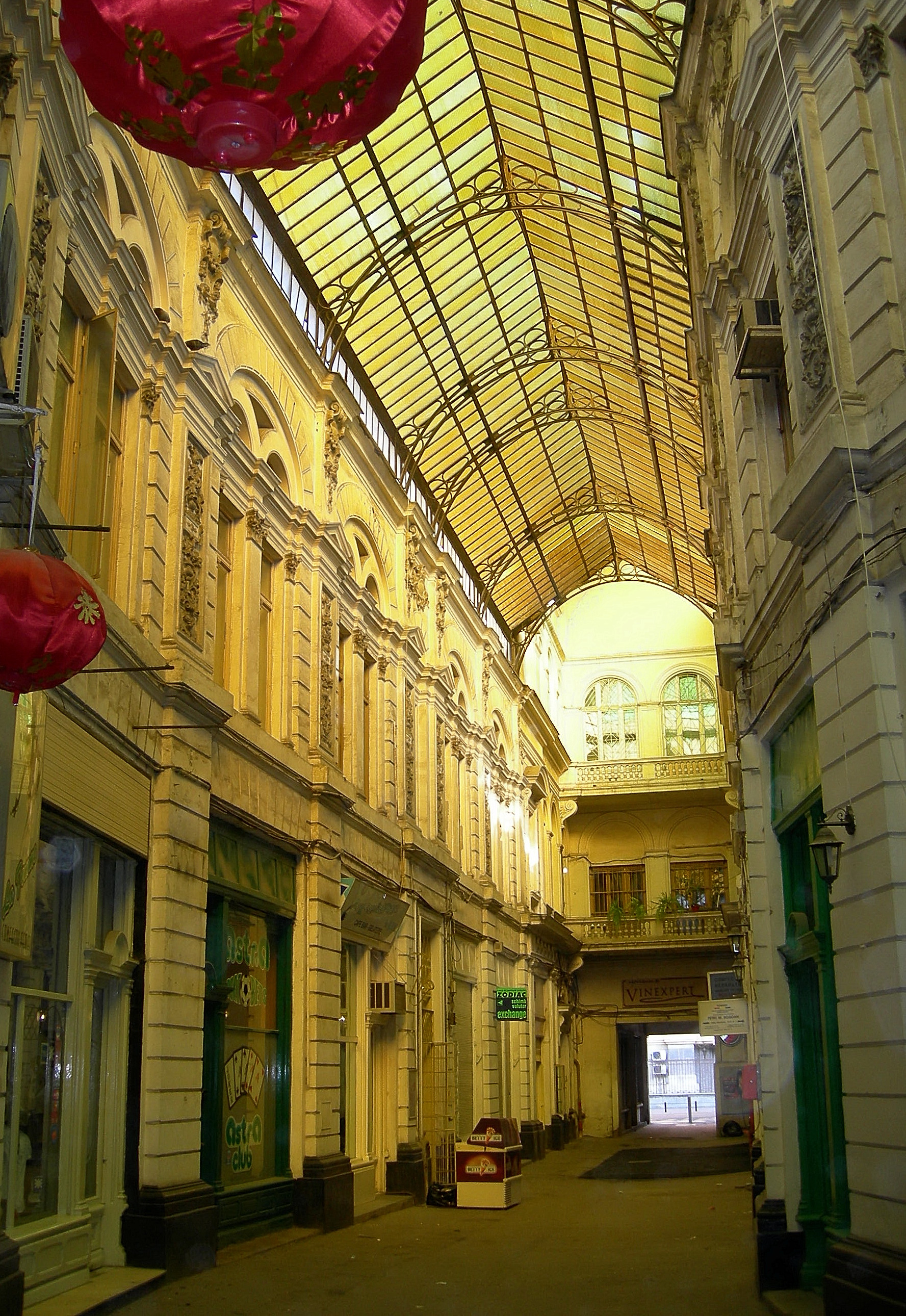
Arcade în Pasajul Macca-Villacrosse, București
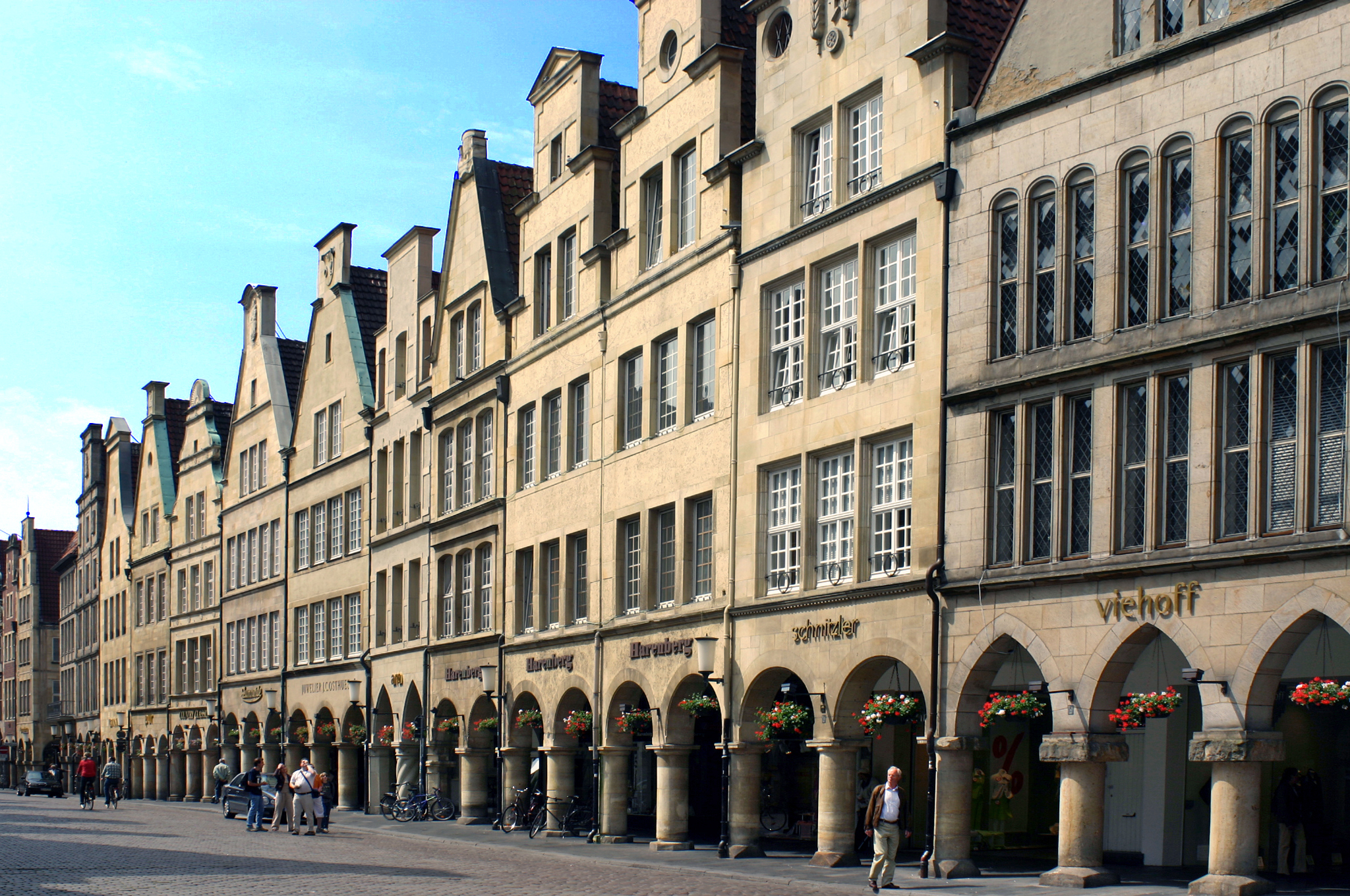
Piața centrală din Münster
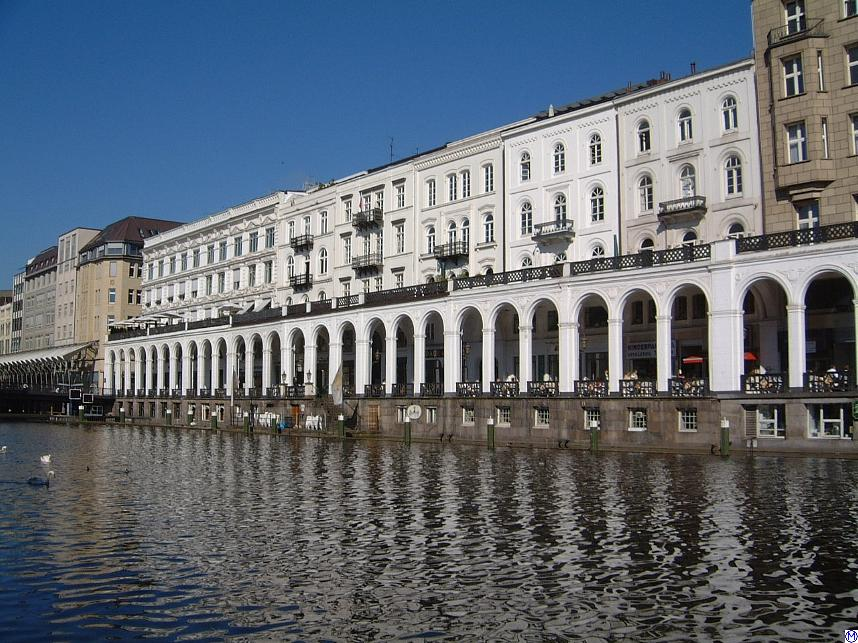
Tip de arcade în Hamburg
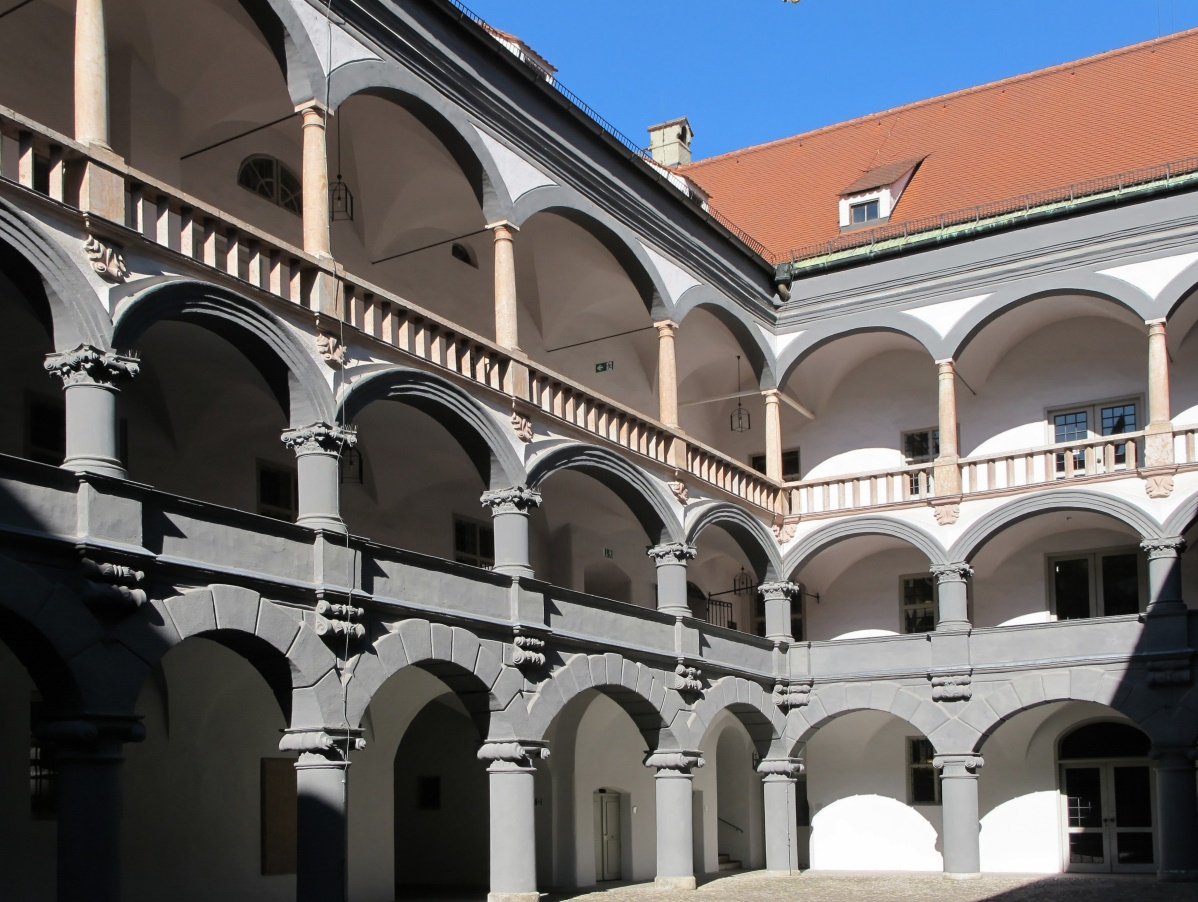
Alte Münze, München, ein Arkadenhof
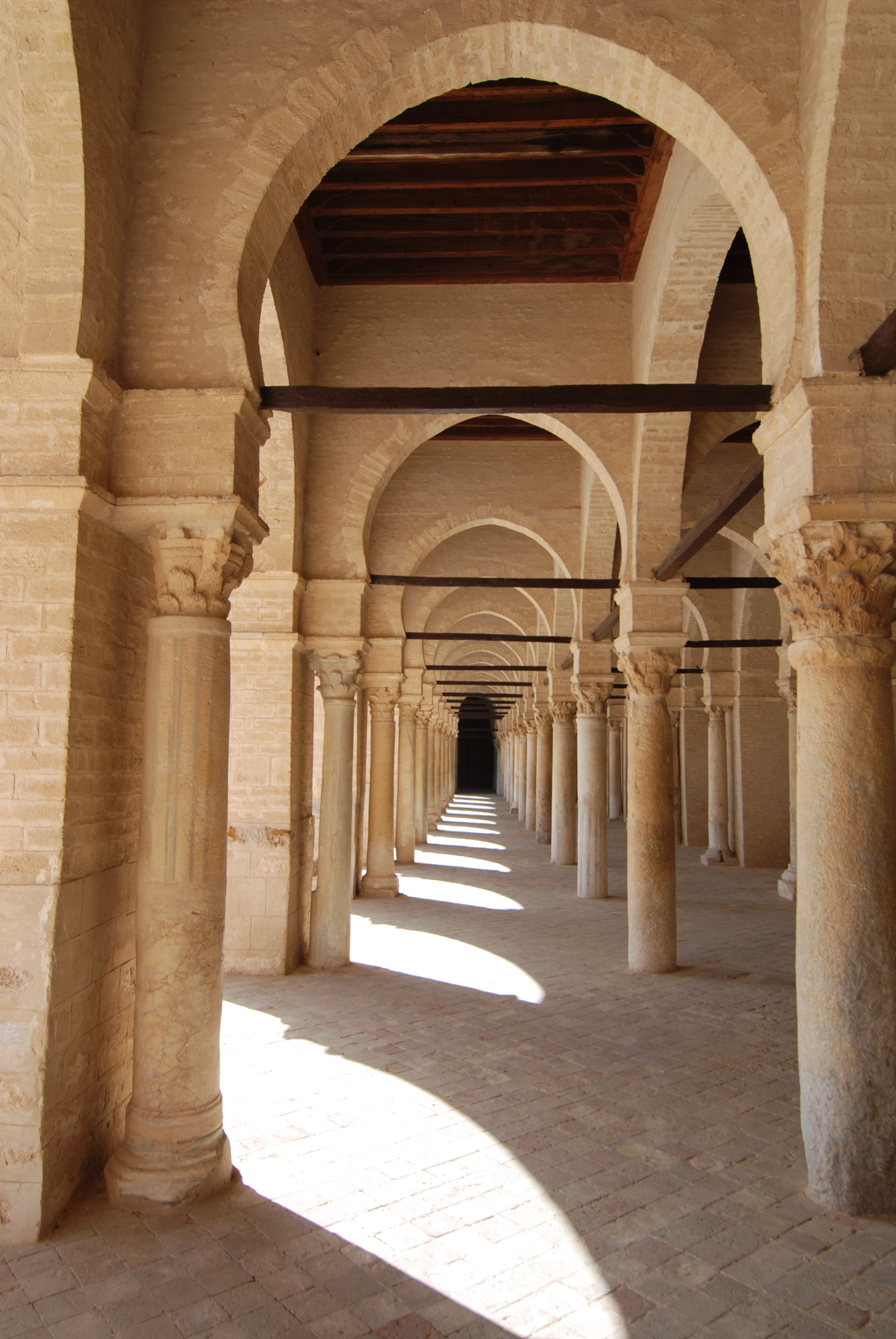
Arcade în interiorul Moscheii din Kairouan, Kairouan, Tunisia